# Cyathea consimilis
Cyathea consimilis är en ormbunkeart som först beskrevs av Robert G. Stolze, och fick sitt nu gällande namn av Lehnert. Cyathea consimilis ingår i släktet Cyathea och familjen Cyatheaceae. Inga underarter finns listade.